# Müllerplan

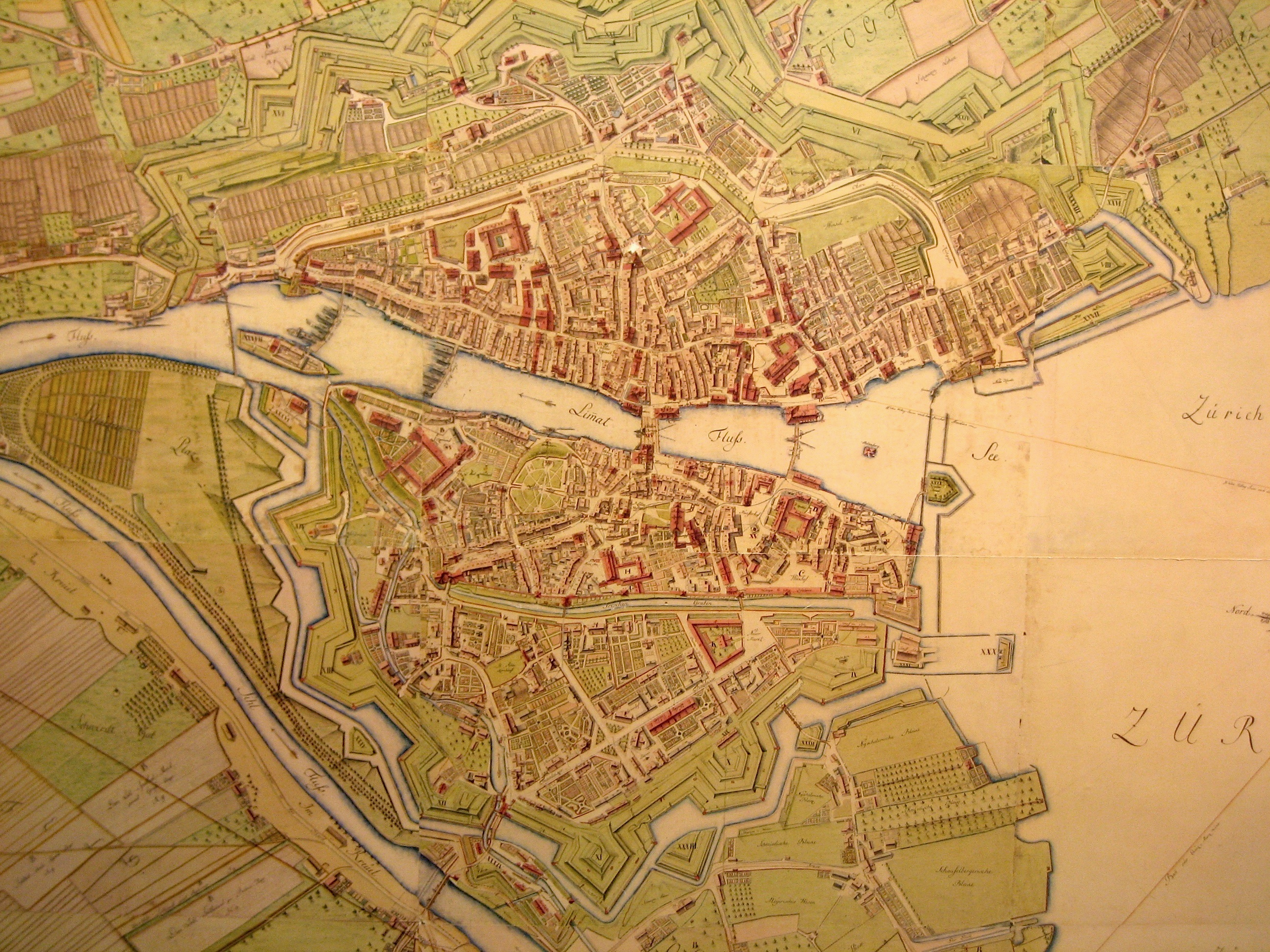
Zürich auf dem Müllerplan von 1793

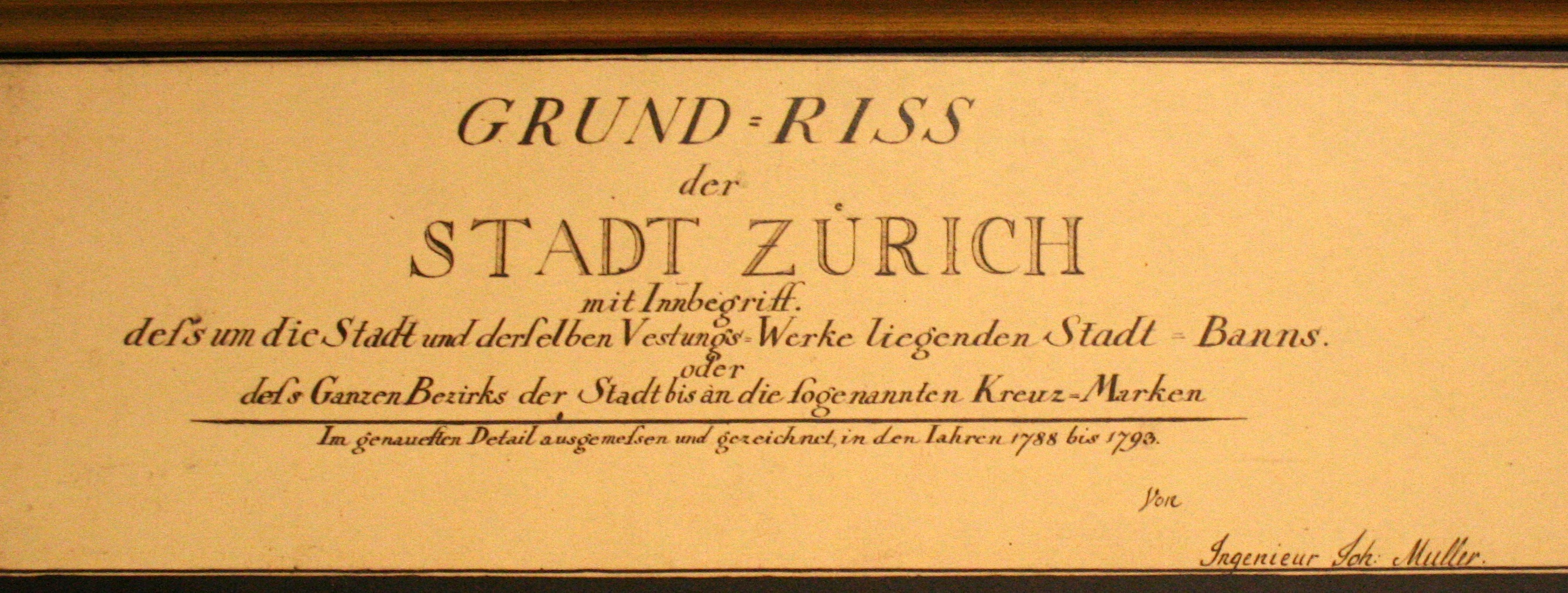
Überschrift

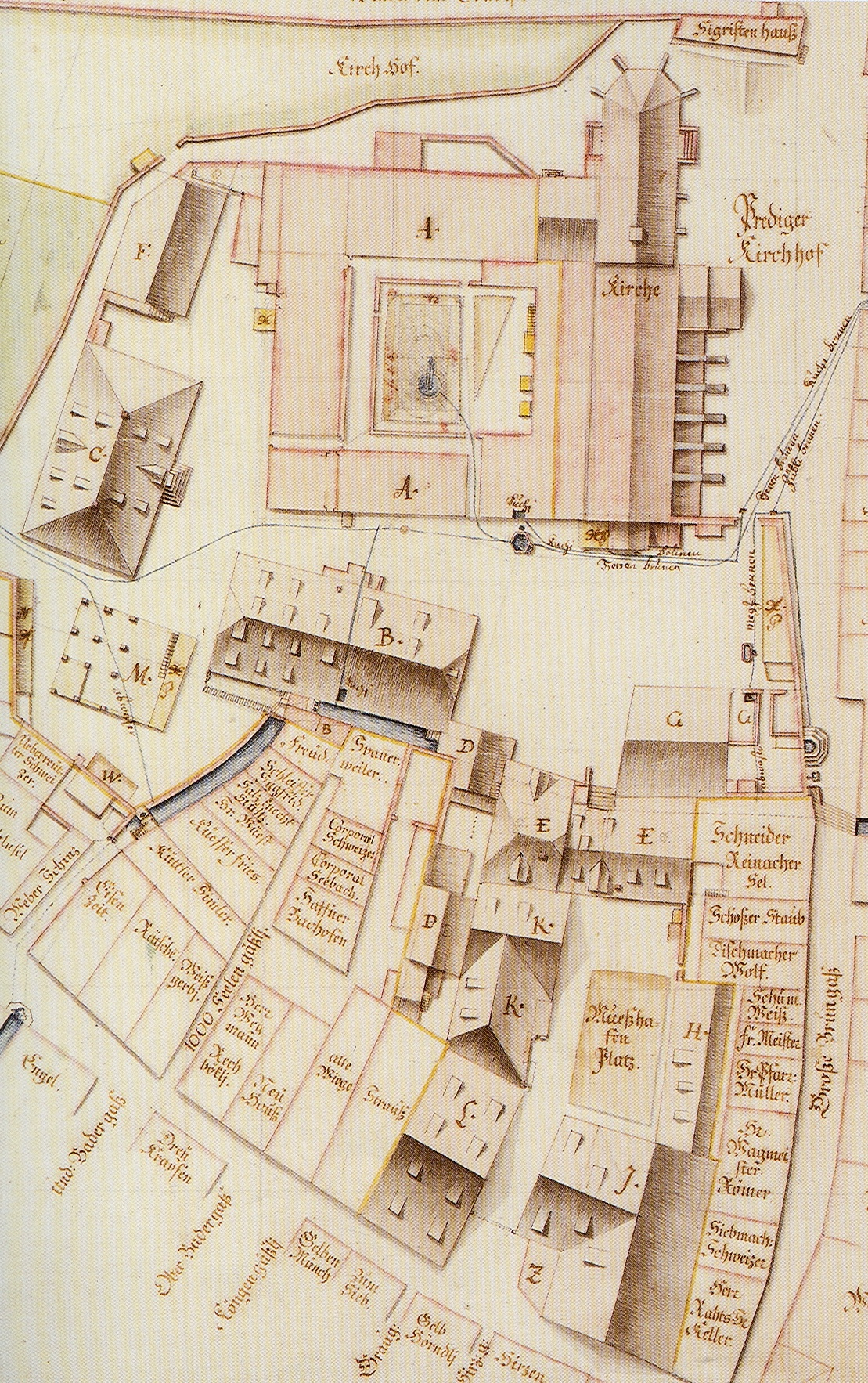
Der Spitalplan von 1784

Der Müllerplan ist ein Plan der Stadt Zürich des Stadtingenieurs Johannes Müller. Er entstand in den Jahren 1788 bis 1793 und erschien 1794. Aufbewahrt wird der Plan im Baugeschichtlichen Archiv der Stadt Zürich am Neumarkt 4. Eine Kopie das Planes kann dort im Erdgeschoss besichtigt werden.

## Johannes Müller
Johnnes Müller (* 14. Januar 1733 in Zürich; † 1816 ebenda) war der Sohn des Schneiders Christoph Müller und seiner Frau Anna Maria Remi. Müller studierte in Schlettstadt im Elsass und in Strassburg Mathematik, Geometrie und Militärarchitektur. Von 1759 bis 1802 gab er den «Züricher Taschenkalender» heraus mit Postfahrplan und einem Verzeichnis der jeweiligen Ratsherren, Vögte und Amtsleute. 1759 zeichnete Müller den Plan einer teilweise freigelegten römischen Villa in Buchs ZH.
1773 bis 1783 gab er ein zwölfteiliges Werk hinaus mit dem Titel «Merckwürdige Überbleibsel von Alterthümeren an verschiedenen Orthen der Eydtgnoschafft, nach Originalien gezeichnet und in Kupfer heraus gegeben.» In diesem archäologischen und kunstgeschichtlichen Verzeichnis beschrieb Müller über 300 Gegenstände, u. a. ein Stück einer Bestattungsurne und zwei Münzen, die im April 1766 auf dem Zürcher Münsterhof beim Bau eines Brunnens zum Vorschein gekommen waren. Neben seiner Tätigkeit als Stadtingenieur unterrichtete er angehende Artillerieoffiziere in mathematischen Fächern.
1784 erstellte Müller einen Plan des Spitalgeländes, dem ehemaligen Gelände des Predigerklosters. Für jedes Geschoss zeichnete er einen eigenen detailgetreuen Plan. «… Grund Riss des Spithals. Mit allen seinen gebäuden und aussgeländ, samt allen seinen anstössen … den 4. Julij 1784 abgemessen worden von Jngenieur Müller»

## Müllerplan
1785 wurde Müller Sekretär der Ratskommission, die für die Sicherheit der Stadt zuständig war. Zwischen 1788 und 1793 zeichnete Müller mit seinen Mitarbeitern einen genauen Plan der Stadt Zürich. Am 10. Februar 1794, nach Vollendung des Werkes, schreibt er an den Stadtrat: «Einen genau ausgemessenen, allen, auch den geringsten Detail enthaltenden Grundriss der Stadt, Fortification und des ganzen Bannbezirks derselben, in 20 Planches regal folio, zu verfertigen. In einem Zeitraum von 5 vollen Jahren habe nun diesen Plan beendiget, der wegen seinen vielen Specialitet in mancherley Rüksicht dienlich und brauchbar seyn kann...»
Auf Wunsch des Rates fertigte Müller eine genaue Beschreibung des Planes an, in dem er die Lage der privaten Wohnhäuser mit Haus- und Besitzernamen und ihrem Wert in Gulden aufführt, für den sie bei einer 1782 eingerichteten Brandversicherung versichert waren. Ungefähr die Hälfte der aufgeführten Namen der Gassen, Strassen, Plätze und Gebäudenamen ist heute noch gültig.
Zudem wird der Stadtbann beschrieben und ein Verzeichnis aller Stadtbastionen aufgeführt. Zum Plan gehören Verzeichnisse der öffentlichen und obrigkeitlichen Gebäude, der Gaststätten, der obrigkeitlichen Lehen und aller Brunnen der Stadt.
Der Müllerplan ist im Massstab 1:916 gezeichnet. Einzelne kleine Bereich weisen eine Abweichung von ca. 3 Prozent auf, so etwa im Bereich des Rokokobrunnens auf dem Münsterhof und im Bereich der Schanzen. Der Plan zeigt eine Aufsicht auf die Dächer. Die Dächer der offiziellen Gebäude sind in stärkerem Rot gezeichnet, Nebengebäude graublau. Durch Detailtreue und Schattierungen erreichte Müller eine enorme Plastizität der Dachlandschaft. Auch private Gärten wurden Beet für Beet in verschiedenen Farbtönen gezeichnet und mit Signaturen versehen, ebenso die landwirtschaftlich genutzten Flächen. In seinem Plan erreichte Müller eine plastische und lebendige Darstellung der Stadt, wie er später erst durch Luftaufnahmen wieder erreicht wurde. Zwischen 1821 und 1829 liess Stadtbaumeister Conrad Ulrich den zentralen Teil des Müllerplanes kopieren und aktualisieren.

### Detailansichten

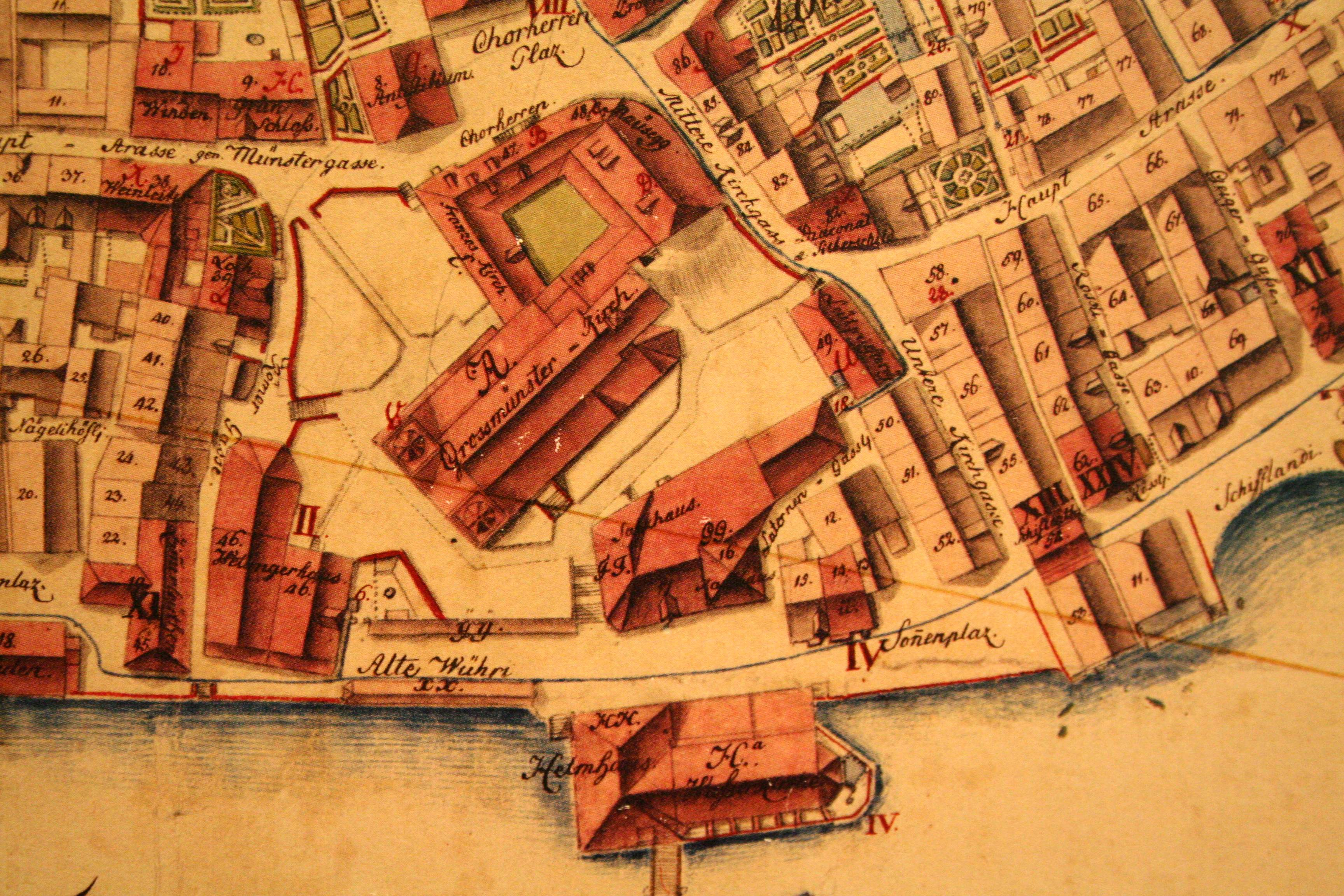
Grossmünster
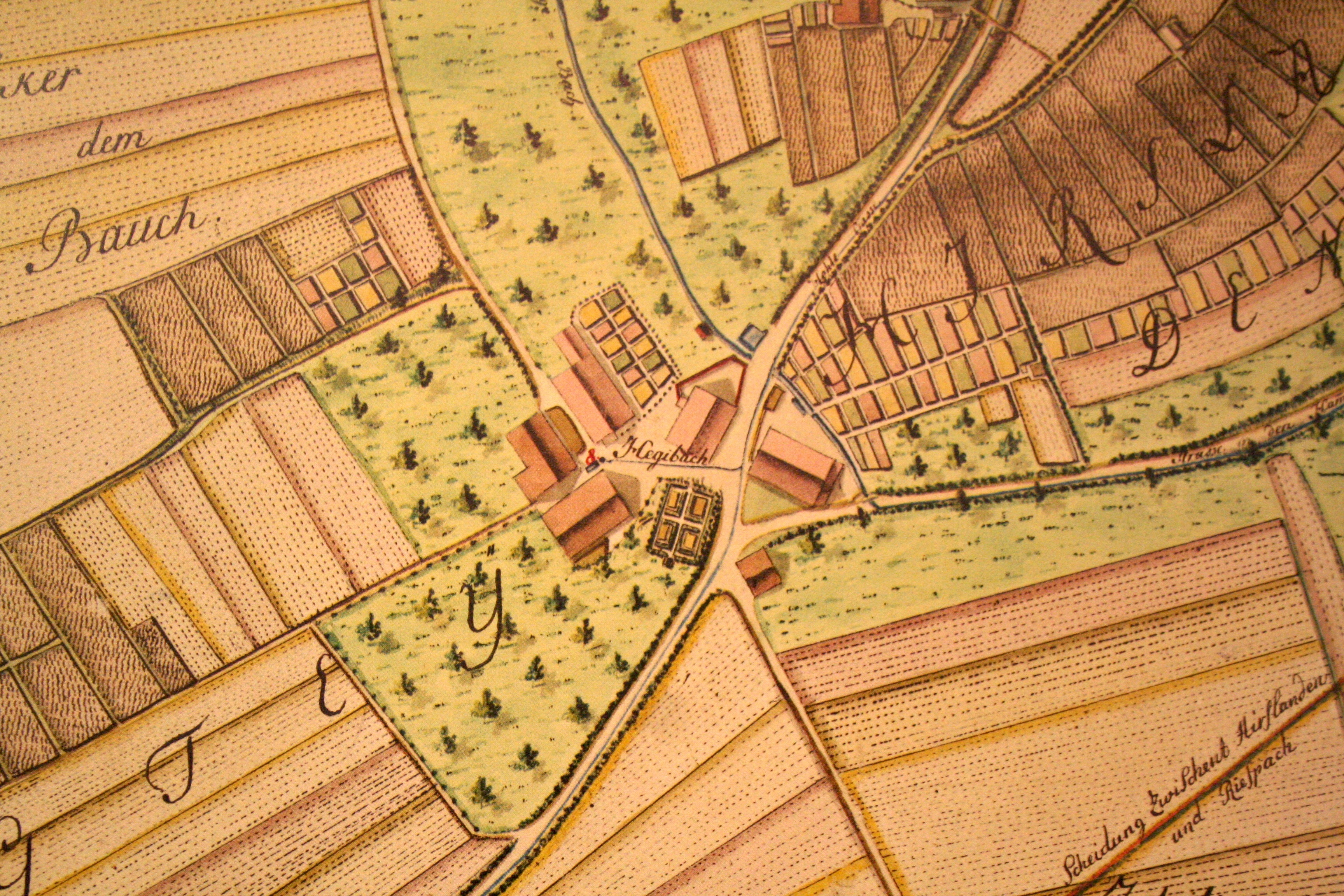
Hegibachplatz
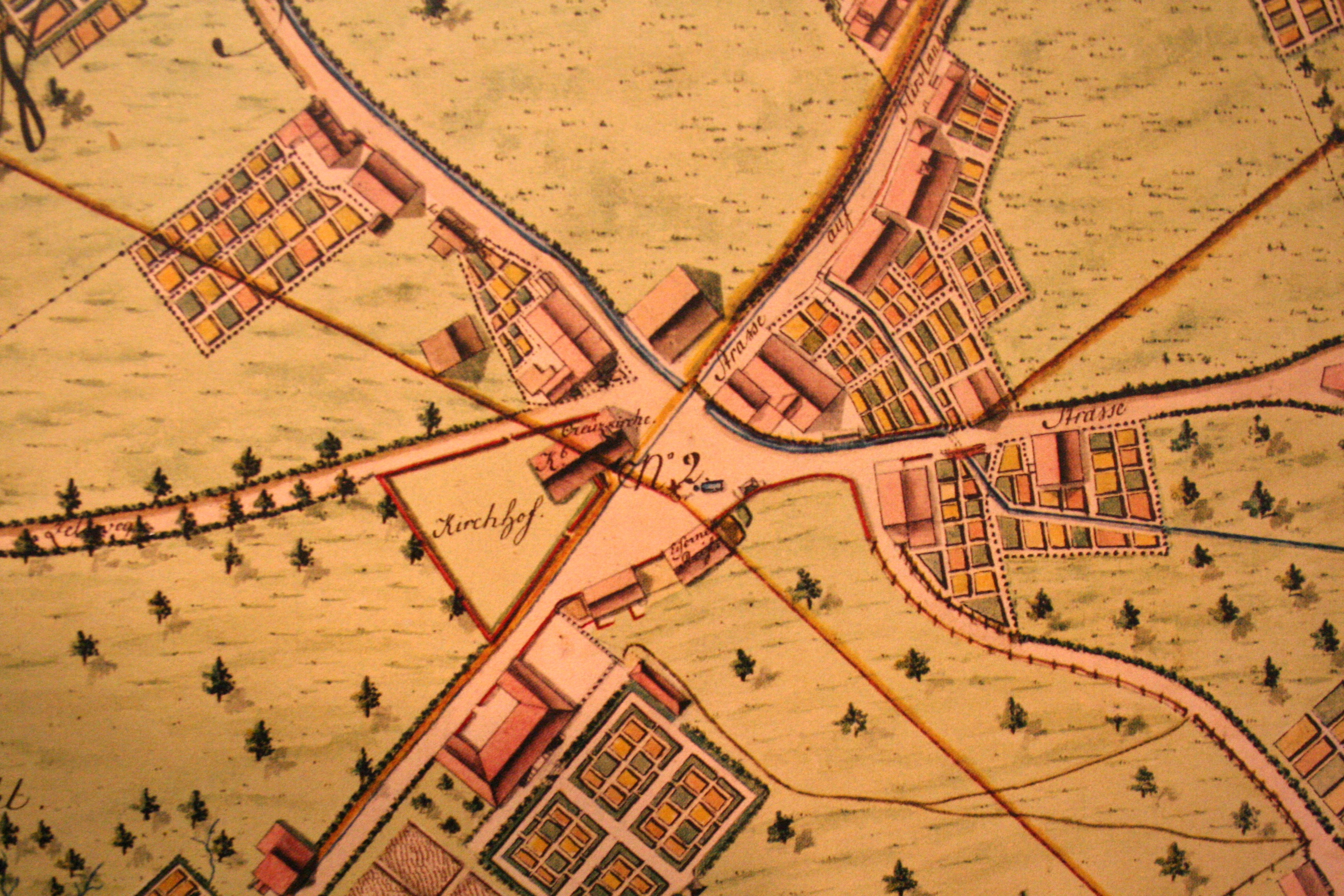
Kreuzplatz
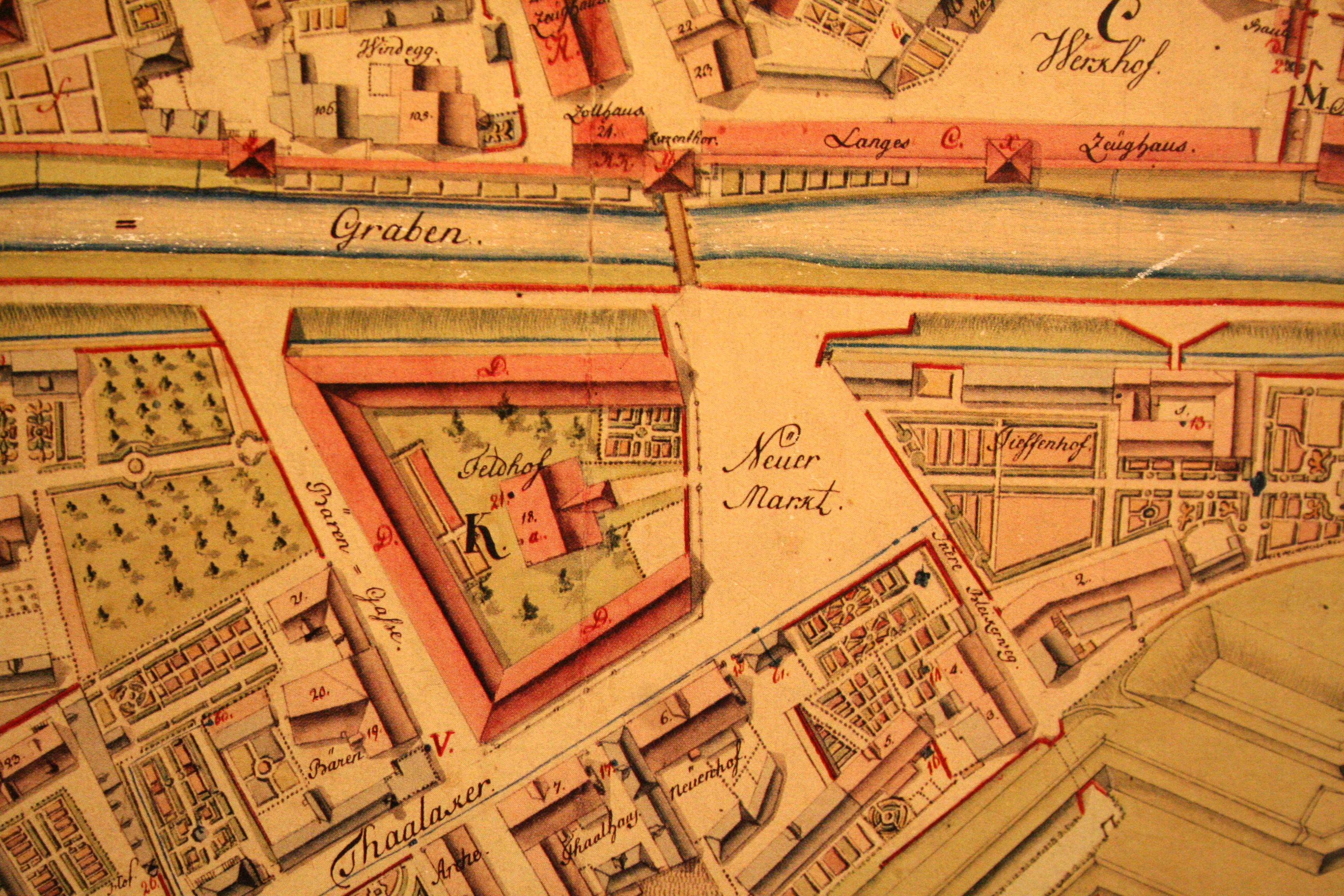
Heutiger Paradeplatz
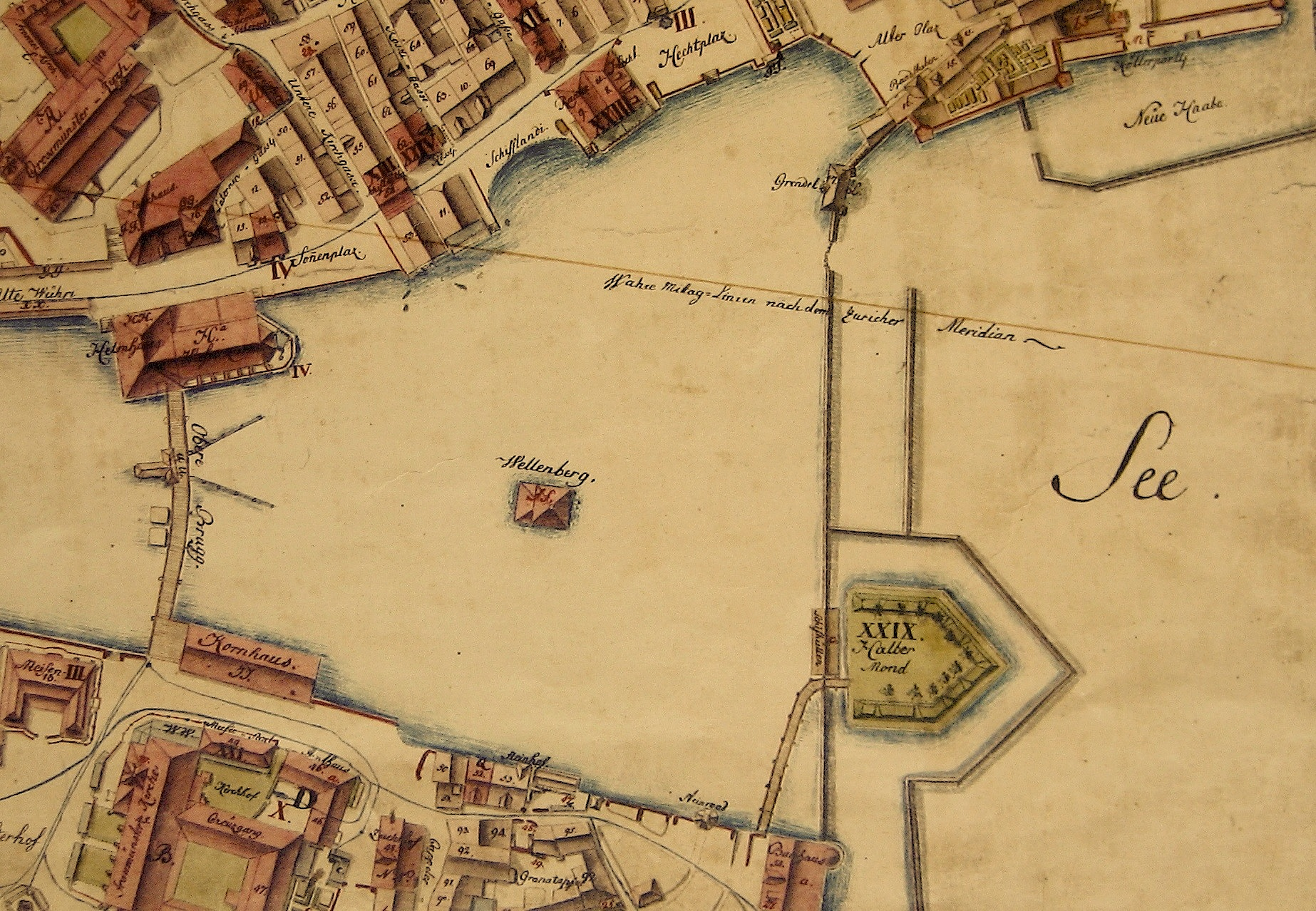
Oberer Limmatraum

## Stadtmodell

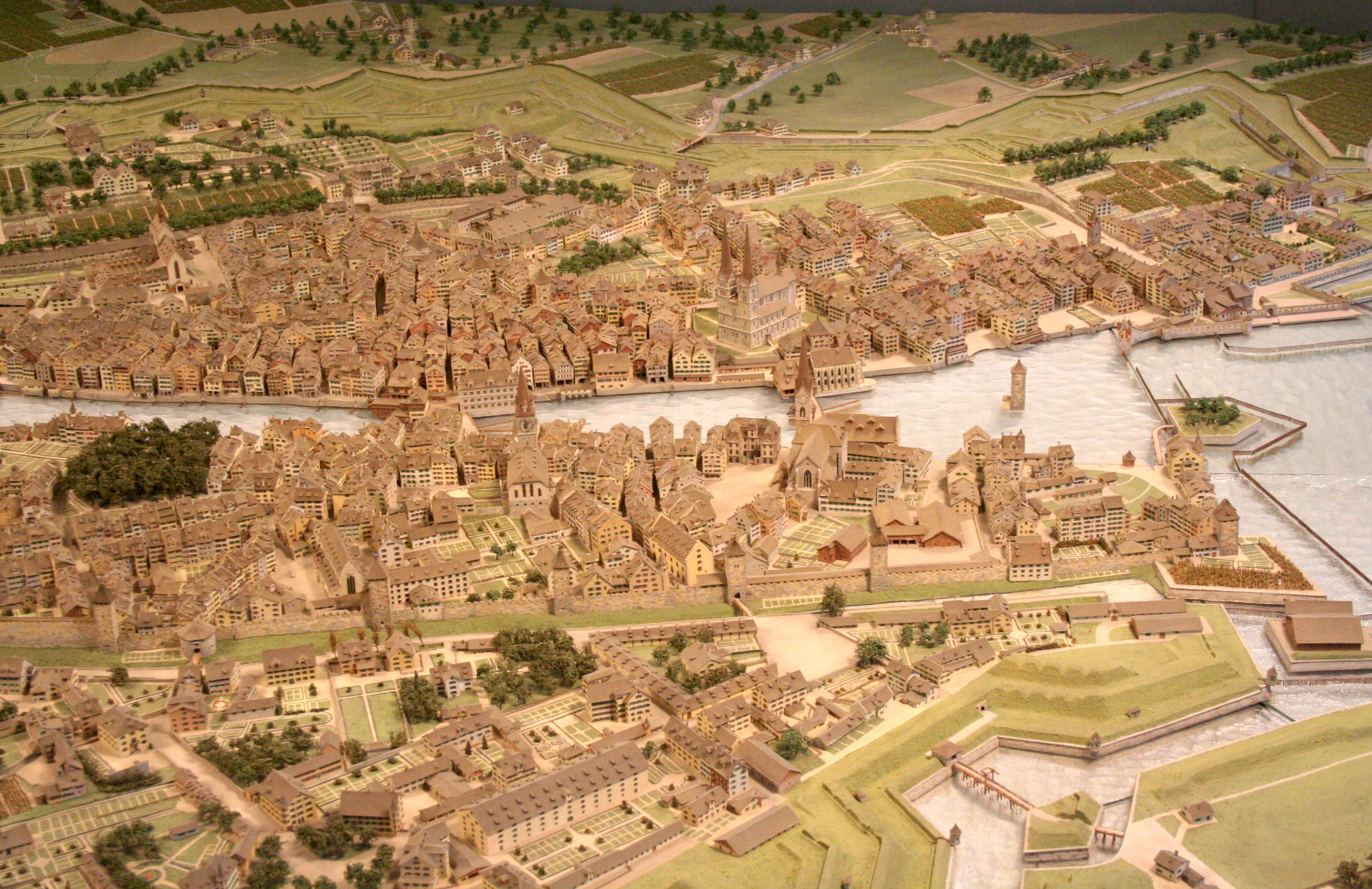
Stadtmodell Zürichs

Der Müllerplan diente dem Architekten Hans Langmack als Grundlage seines detailgetreuen Modells der Stadt Zürich, an dem er 22 Jahre lang arbeitete. 1942 wurde es von der Stadt Zürich erworben. Es steht im Erdgeschoss des Baugeschichtlichen Archivs der Stadt Zürich im Haus «zum Rech» am Neumarkt 4 und ist innerhalb der Öffnungszeiten frei zugänglich.